# Ієн Каллум
Ієн Каллум (англ. Ian Callum, нар. 30 липня 1954, Дамфріс) — британський дизайнер автомобілів, який працював у Ford, TWR та Aston Martin, а в 1999 році став директором з дизайну автомобілів в Jaguar, який потім в 2013 році об'єднався в Jaguar Land Rover.

## Біографія
Народився 30 липня 1954 року в Дамфрісі, Шотландія. 
Навчався в політехніці Ланчестера (нині університет Ковентрі), у Коледжі мистецтв та суспільних наук Абердинського університету та у Школі мистецтв в Глазго, де отримав ступінь в галузі індустріального дизайну. Згодом він закінчив Королівський коледж мистецтв у Лондоні, отримавши ступінь магістра в галузі автомобільного дизайну.
З 1979 по 1990 рік працював на Ford Motor Company, зокрема сприяв розробці Ford RS200 та Ford Escort.
У 1990 приєднався до Tom Walkinshaw Racing. У цей період він частково відповідав за розробку Aston Martin DB7, за що, мабуть, найбільш відомий. Також брав участь у розробці Aston Martin Vanquish, DB7 Vantage (з двигуном V12) та концепцію проекту Aston Martin Project Vantage та взяв на себе відповідальність за широкий спектр дизайнерських програм для інших клієнтів TWR, включаючи Volvo, Mazda та HSV.  
Був удостоєний Меморіальної премії Джима Кларка в 1995 році за його стилістичну роботу над DB7. У 1998 році він сконструював Nissan R390. 
З 1999 по 2019 рік був директором з дизайну автомобілів Jaguar.  Доклав зусиль над розробкою Jaguar X-Type Estate (2004), Aston Martin DB9 (2004), Jaguar XK (2005), Jaguar XF (2008), Jaguar XJ (2009), Jaguar C-X75 (2010), Jaguar C-X16 (2012), Jaguar F-Type (2013), Jaguar F-Pace (2015). 
У 2019 році нагороджений орденом Британської імперії (CBE) за досягнення у британській автомобільній індустрії. 

## Дизайн
Дизайнерські роботи Яна Каллума:

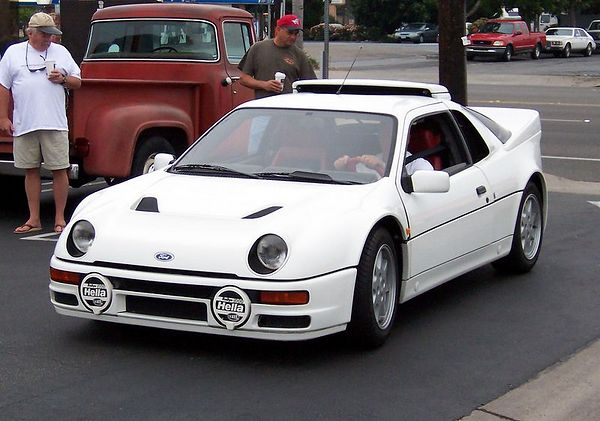
Ford RS200 (1984)
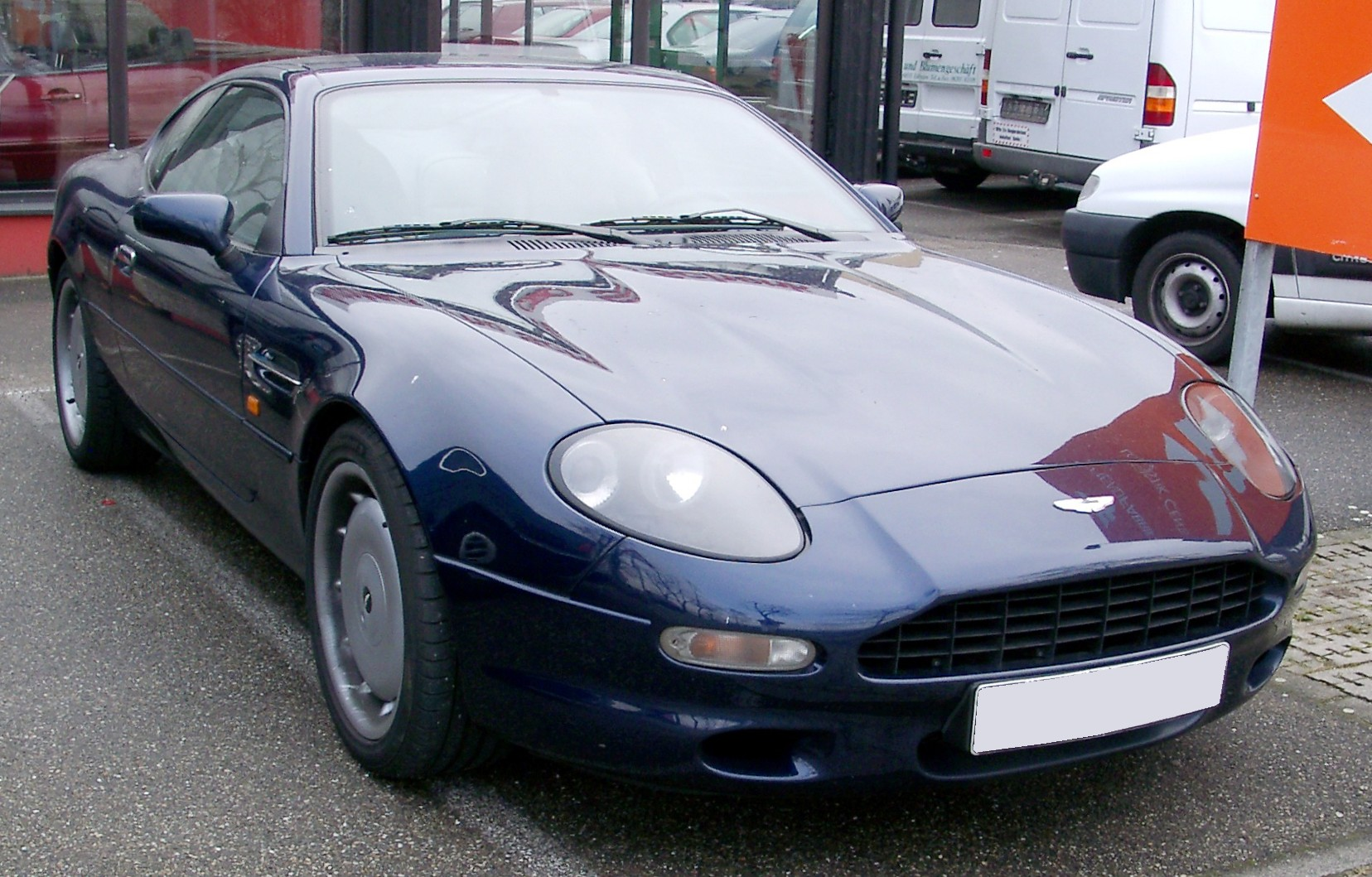
Aston Martin DB7 (1993)
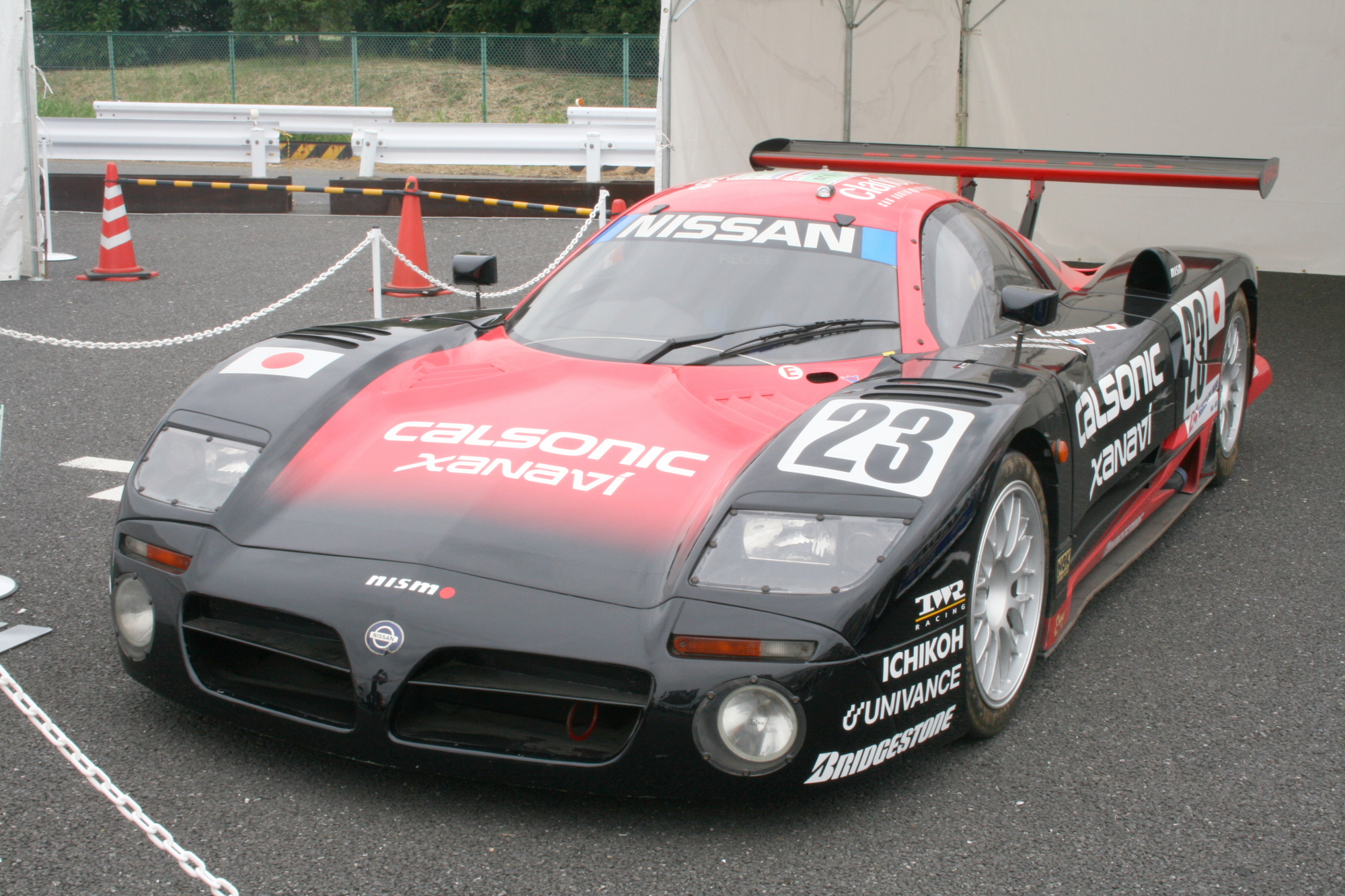
Nissan R390 (1997)
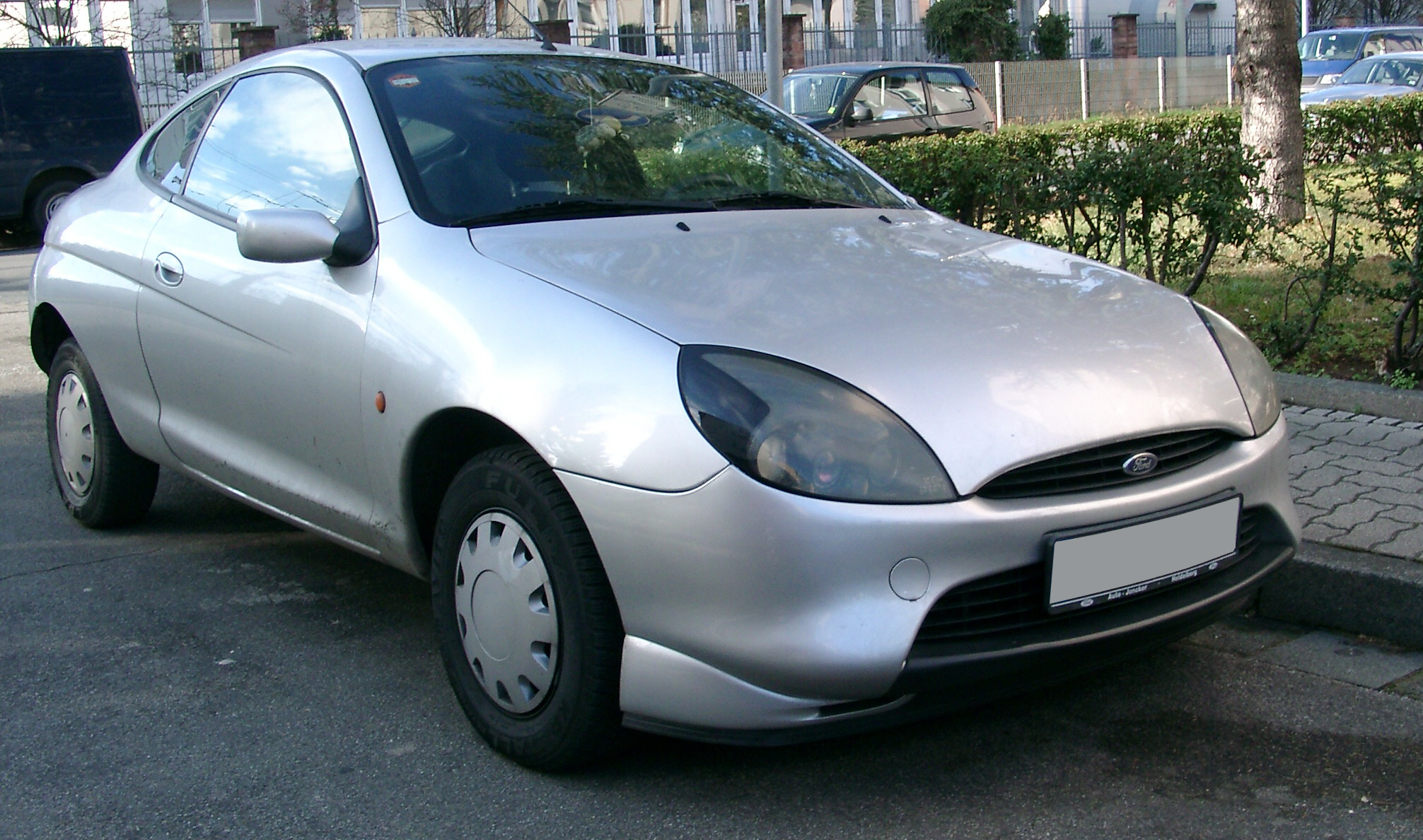
Ford Puma (1997)
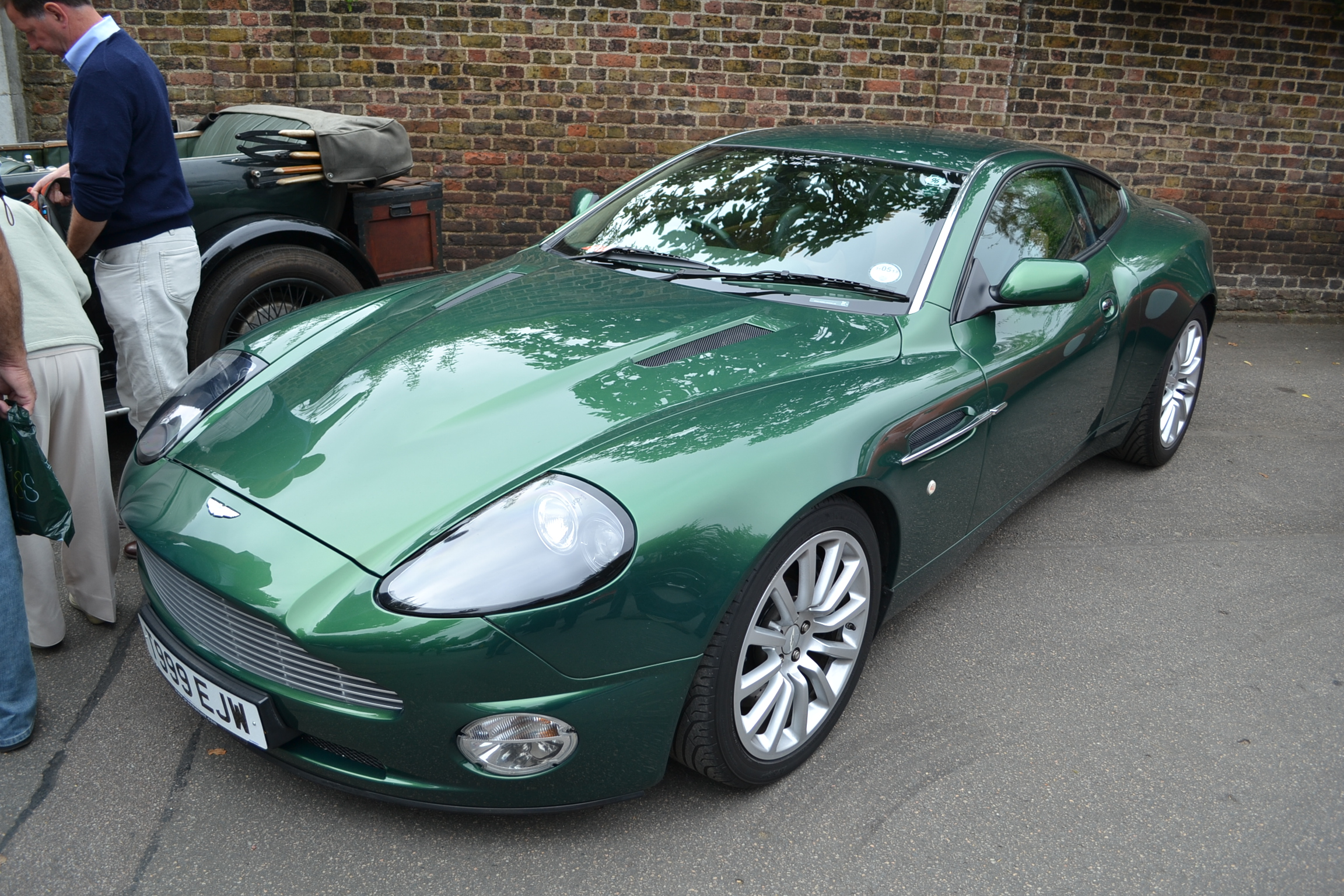
Aston Martin V12 Vanquish (2001)
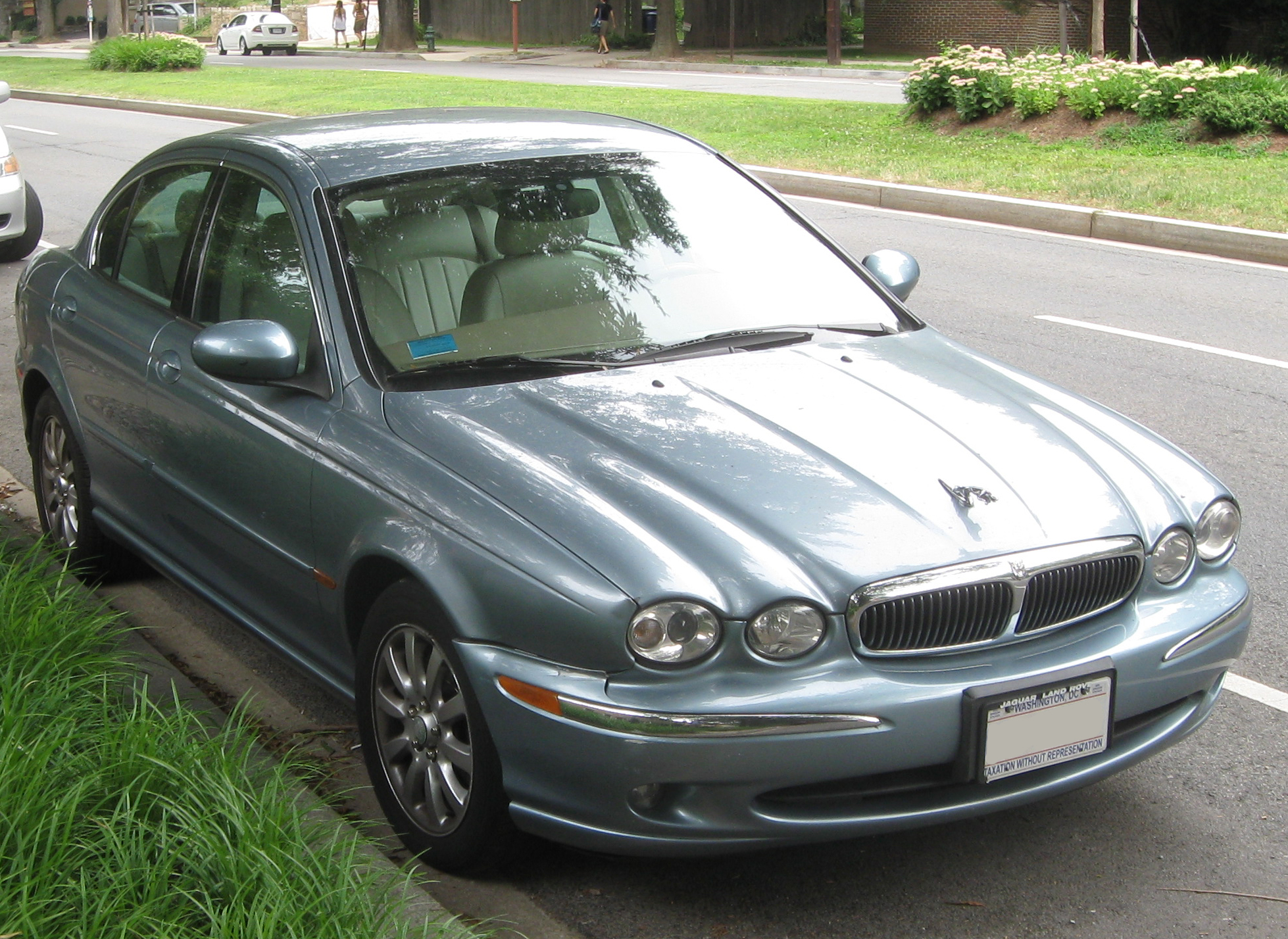
Jaguar X-Type (2001)
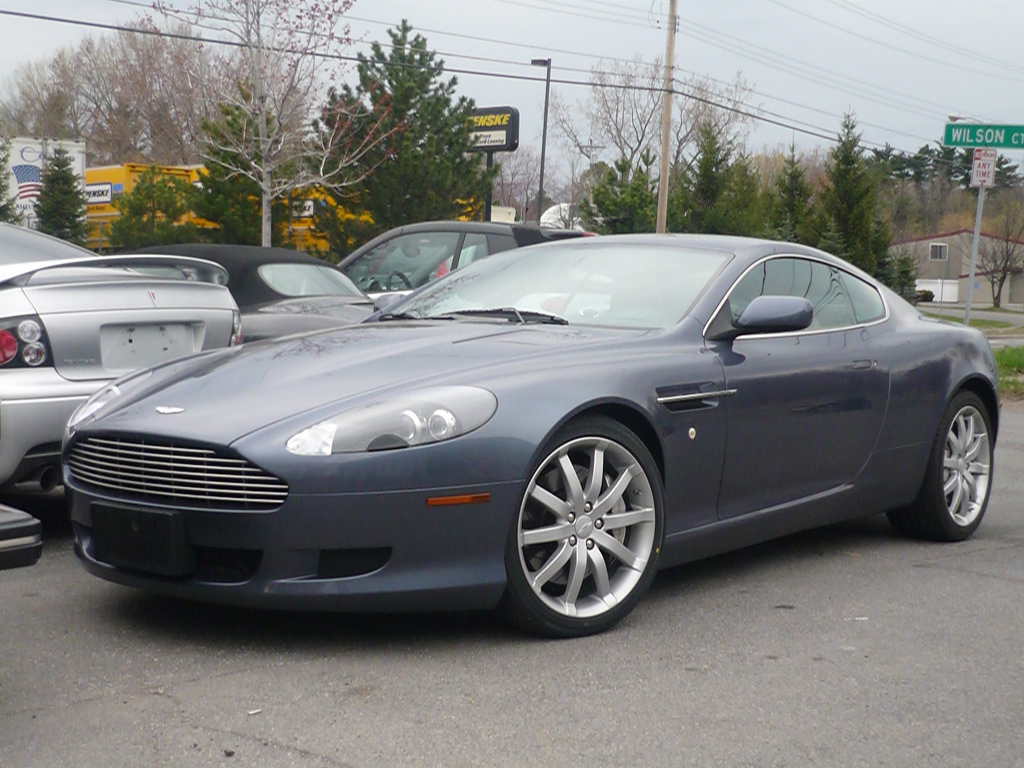
Aston Martin DB9 (2003)
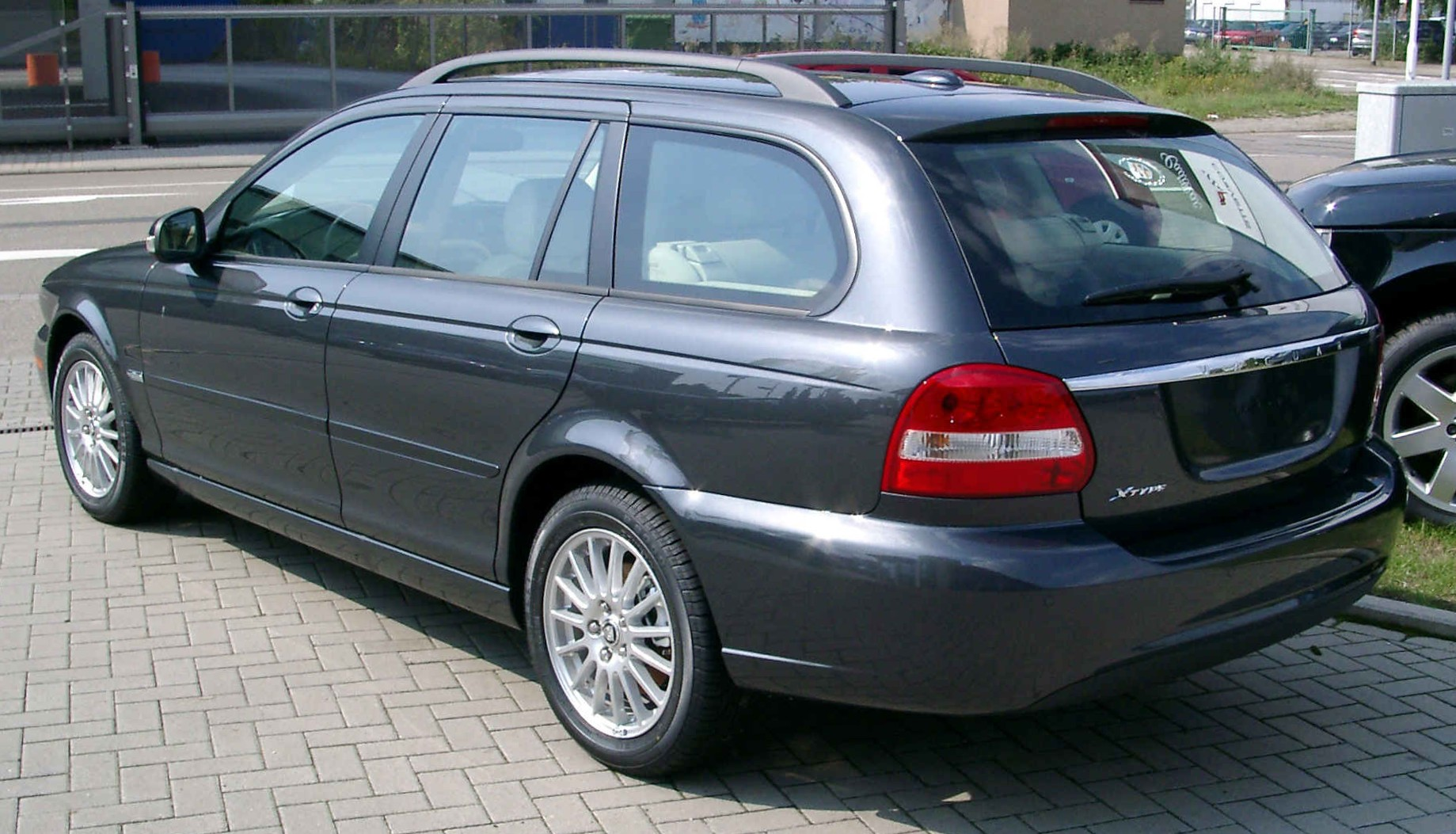
Jaguar X-Type Estate (2004)
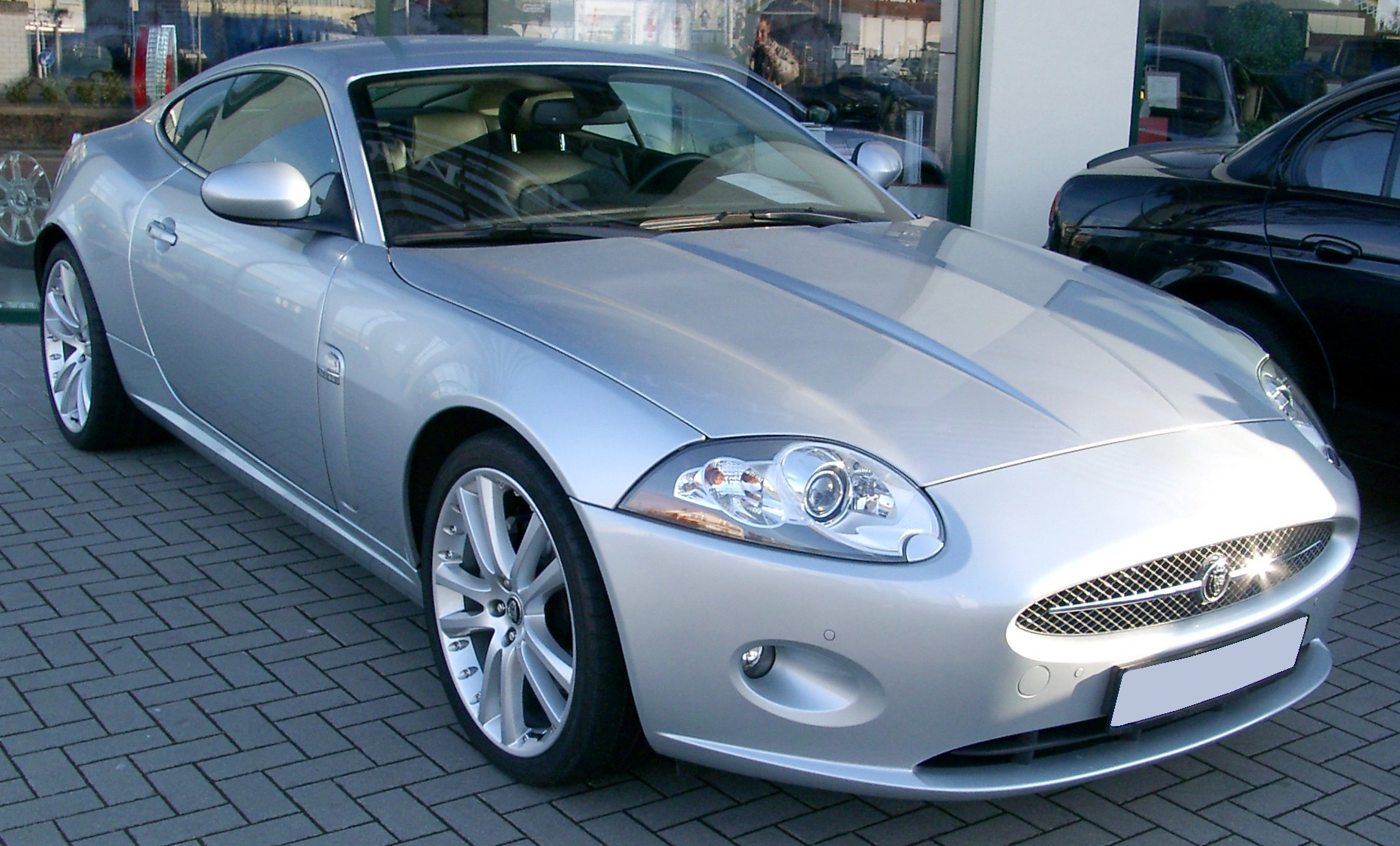
Jaguar X150 (2005)
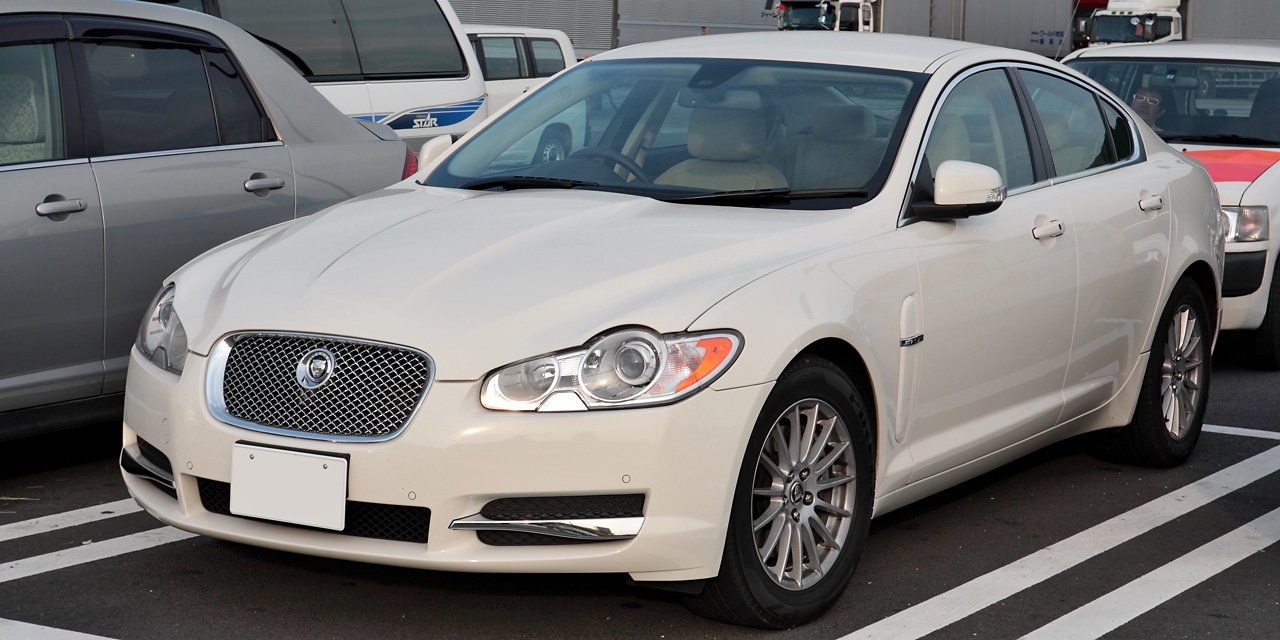
Jaguar XF (2008)
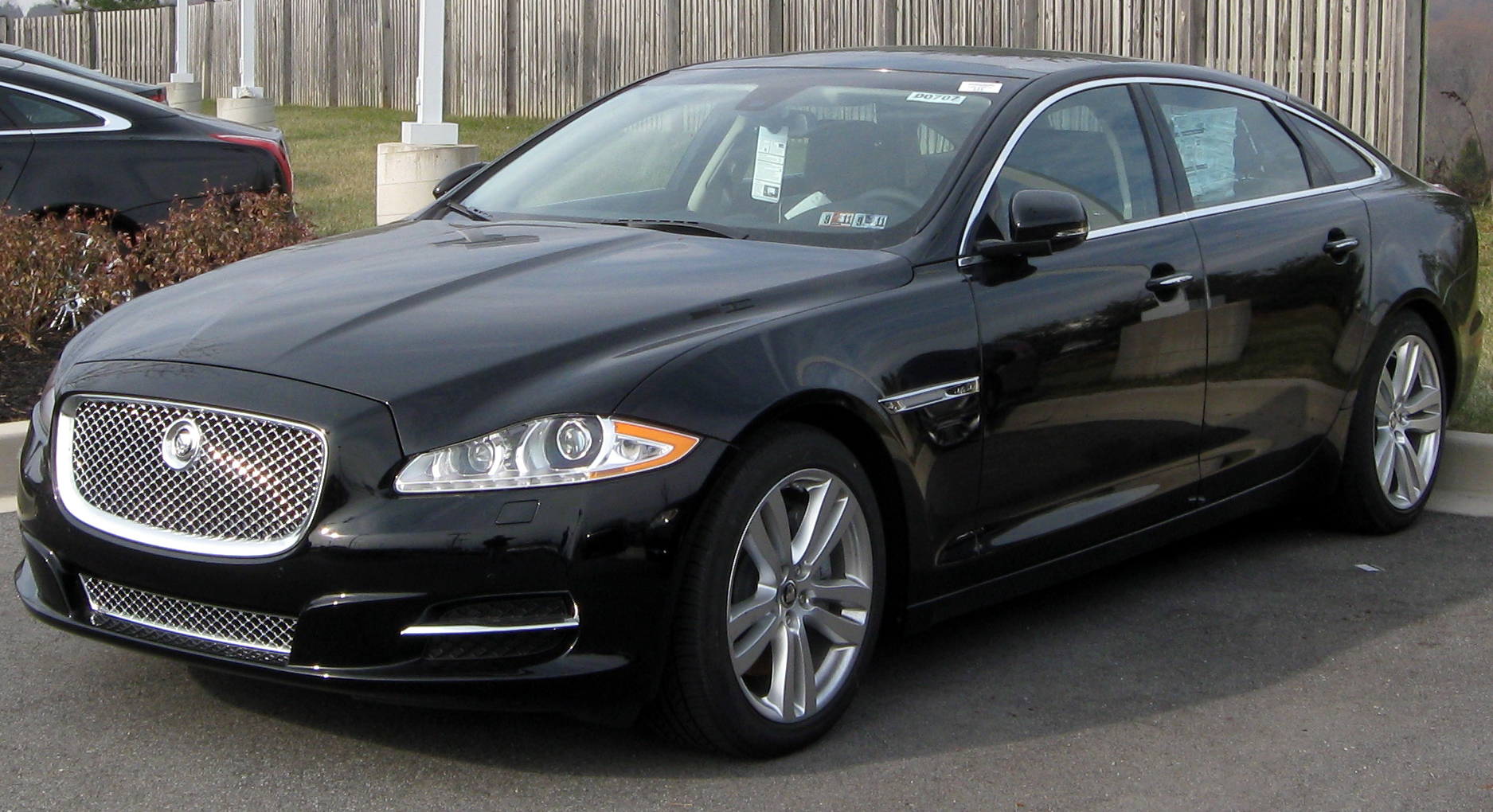
Jaguar XJ (2009)
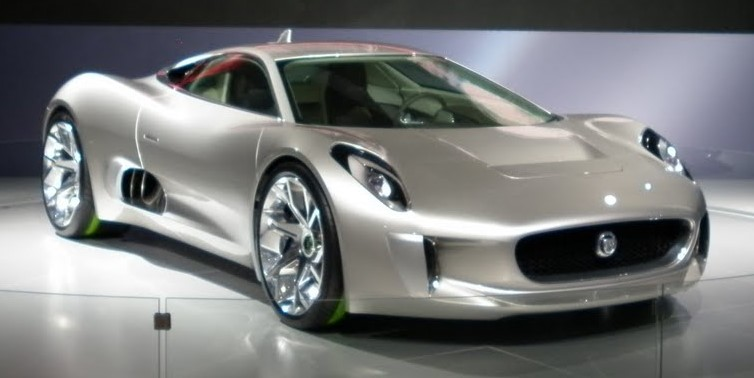
Jaguar C-X75 (2010)
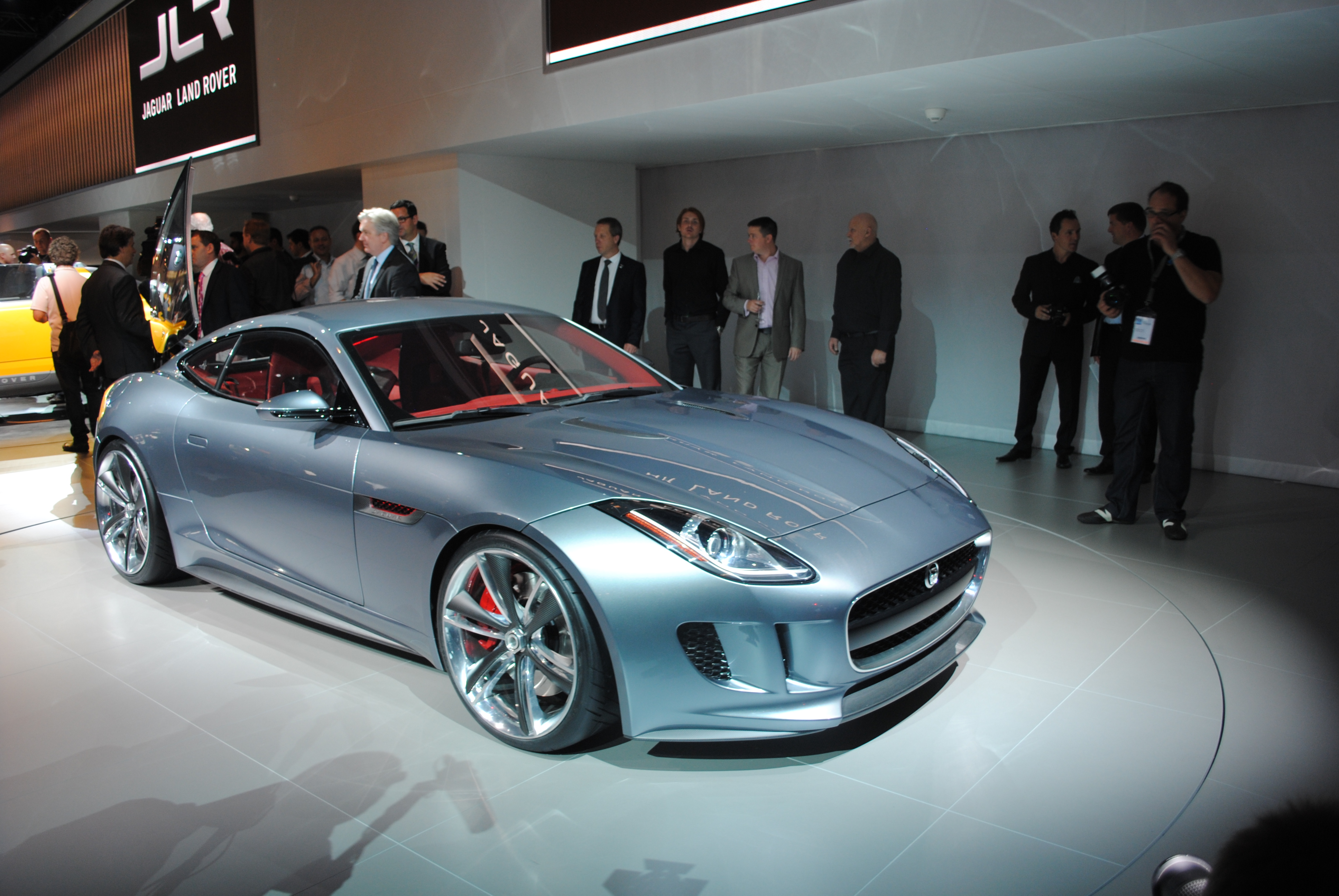
Jaguar C-X16 (2012)
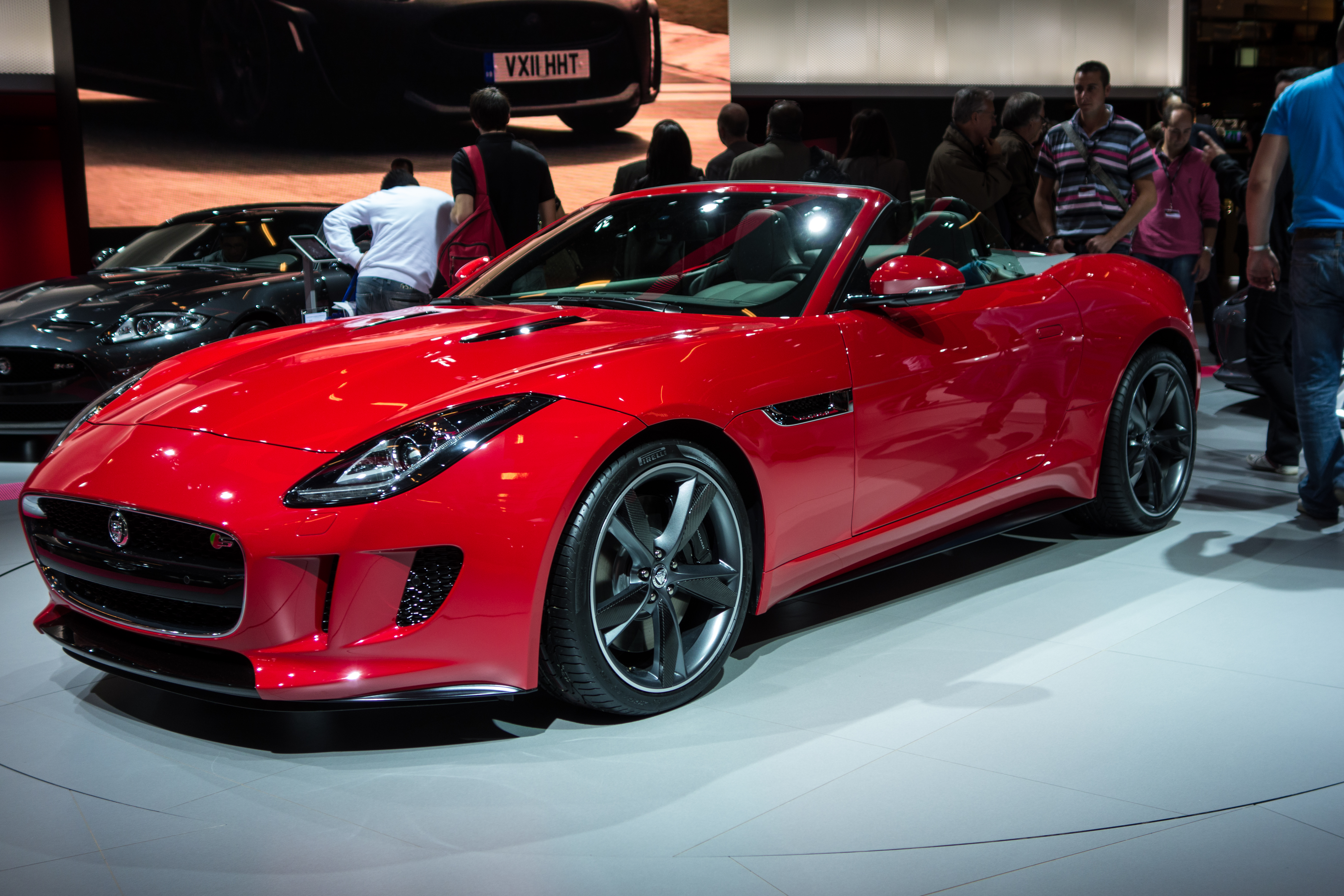
Jaguar F-Type (2013)
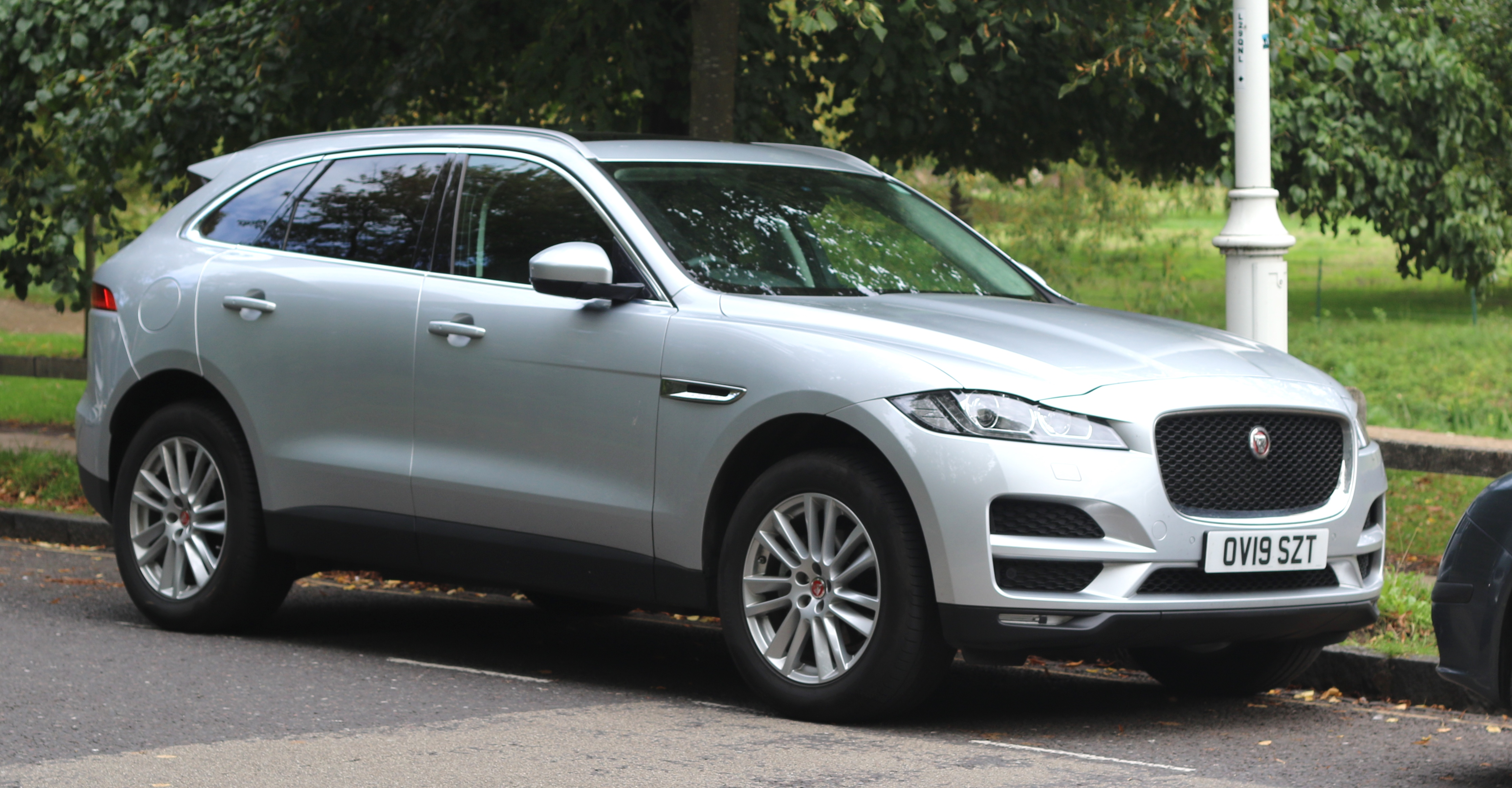
Jaguar F-Pace (2015)

## Відзнаки
- Королівський дизайнер в індустрії — від Королівського товариства мистецтв[6].
- Меморіальний трофей Джима Кларка (2006) — разом з братом Мюрреєм Каллумом[6].

У 2016 році отримав запрошення читати МакМілліанські пам'ятні лекції в Інституті інженерів і кораблебудівників Шотландії. Предметом для лекцій обрав «Дизайн автомобілів XXI століття». Також у 2018 був обраний до Королівського товариства Единбурга.